# 年賀状

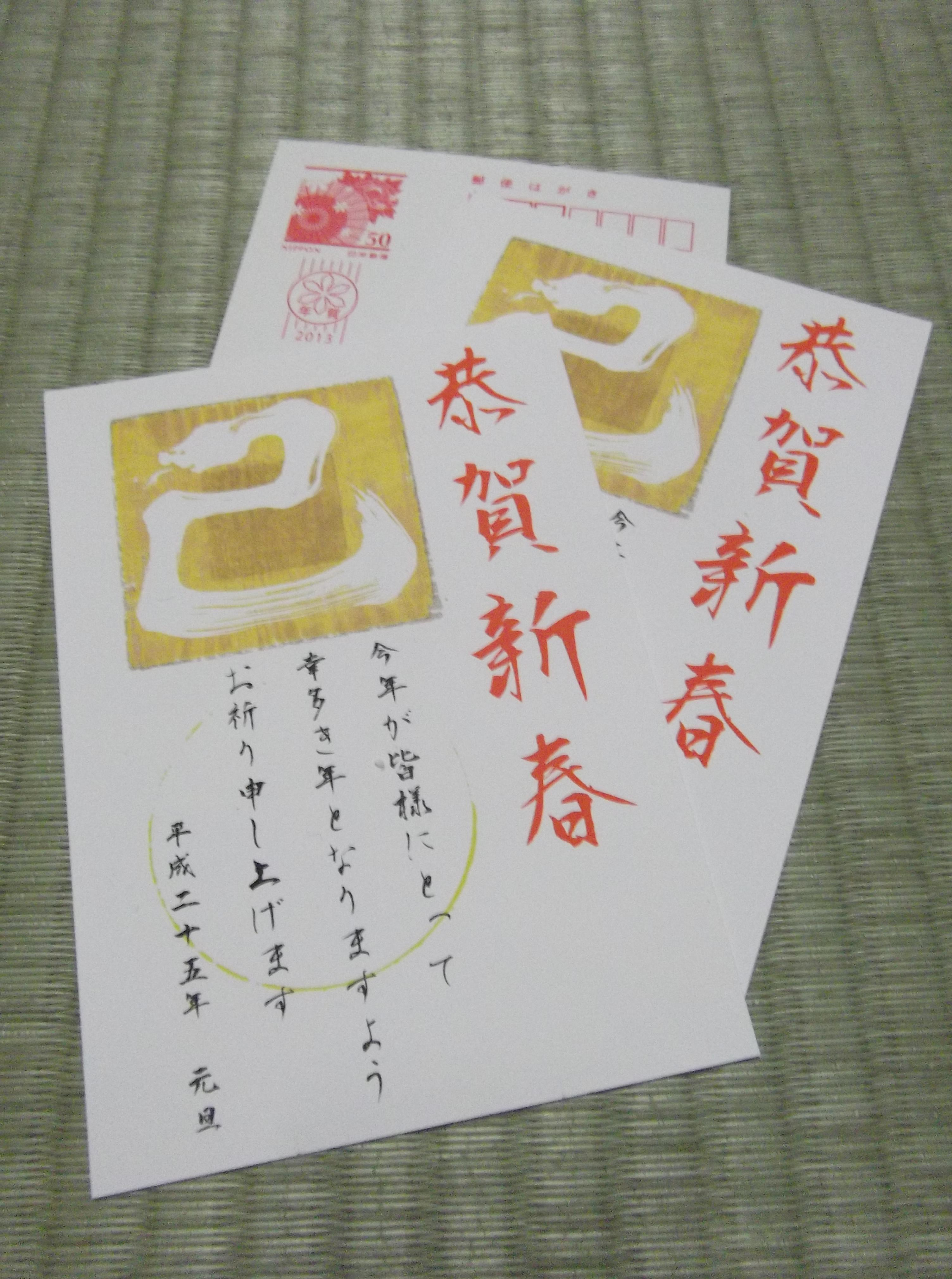
年賀状の一例

年賀状（ねんがじょう）とは、新年を祝う挨拶状のことで、一般的には郵便葉書やカードが用いられる。新年を祝う言葉をもって挨拶し、旧年中の厚誼の感謝と新しい年に変わらぬ厚情を依願する気持ちを、親しい相手への場合などには近況を添えることがある。日本では20世紀以降、新年1月1日（正月）に届くよう送られることが多い。

## 概説

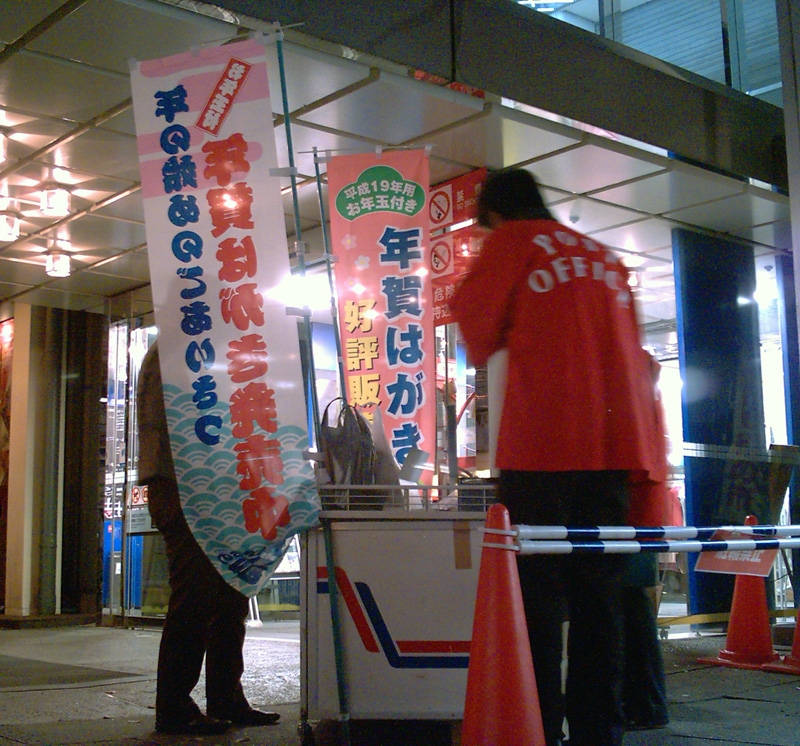
年賀状用の葉書の街頭販売（2006年11月3日）

通常は年末に投函されたものを、1月1日に郵便局から各戸ごとにまとめて一度に配達する。日本郵便からは、この事前作業を確実に行えるよう、12月25日頃までに郵便ポストに投函するようにアナウンスされている。しかし、生活全般の多忙さ、年賀状の生活の中での位置づけの変化、などを前提として、パソコンや家庭用プリンターの普及によって、スピーディに準備が叶うようになった技術要因、書く通数の減少などの様々な理由から投函のピークは遅くなり、2005年が前年12月25日、2006年に至っては前年12月30日が投函のピークと報じた。
通常使用される「はがき」と異なり、日本郵便から年賀状用の「お年玉付郵便はがき」が毎年11月頃から発売されこれを用いることが多い。寄付金付きのはがきや切手もあり、年賀寄付金事業の財源となっている。よく用いられる図柄は新年の干支、宝船や七福神などの縁起物、フキノトウや梅の花など、早春を象徴するものである。
日本郵便では、年賀状は「年賀特別郵便」という一種の特殊取扱として扱う。その取扱期間は2006年の場合12月15日から12月28日であり、その期間に「年賀」と朱記した郵便物を、適当の個数ごとに一束とし、これに「年賀郵便」と記載した付せんを添えて差し出した通常はがきについてあらかじめ区分したうえであて先を管轄する配達局に送付し同局で1月1日まで留め置くサービスである。それ以降も便宜的に受け付けているが年賀特別郵便物の要件、取扱期間内での差出しを満たさないため1月1日に配達されず、それ以降の配達となることが多い。通常はがきを使用する場合は「年賀」の朱書きを忘れると一般郵便物として扱われ、年内に届いてしまう場合があるので気を付ける必要がある。
年が明けて受け取った年賀状を見てから、出さなかった人へ返事を出す人も多く、これを「返り年賀」という。お年玉くじ（抽選くじ）のある年賀はがき及び年賀切手の抽選日頃までは年賀状の配達が続く。松の内（基本的に1月7日）の翌日朝のポスト回収分までは日本郵便側における年賀状としての受付・配達となる。これを過ぎて投函すると一般郵便物扱いになるので、消印が押されるようになる。

## 発行枚数

引受内国郵便物数における年賀はがきの推移

お年玉付郵便はがきの発行枚数は、2003年用の44億5936万枚がピーク、2007年用の40億2105万枚から、対前年比約+2.9%となった2008年用の41億3684万枚を最後に減少し続け、2015年用の年賀はがき発行枚数は30億2285万枚となった。2019年用は24億枚、2020年用の当初発行枚数は23億5000万枚であった。これは、2003年のほぼ半数、増加途上であった1973年とほぼ同じ枚数となっている。原因として、企業が儀礼廃止の方針を打ち出し職場向けに送らなくなったり、インターネットで年始の挨拶を済ませたりする動きが挙げられる。
総務省統計局の人口推計より、各年の人口を抽出し、その人数で年賀はがき発行部数を割った「もし日本在住者全員が年賀はがきを購入したと仮定した場合、1人当たりの購入枚数は何枚になるのか」という値は、2003年用の34.9枚がピーク、2015年用の発行分は23.8枚となった。

## 歴史

### 近世以前
日本において暦日を用いた新年の概念が生まれたのは飛鳥時代であり、聖徳太子が十七条憲法を制定した604年まで遡る。その後、646年には朝賀が執り行われ、新年の回礼という風習が始まった。これに伴い、畿内には飛脚使が設置され、701年には通信物を運ぶ脚力（かくりき）が定められた。奈良の正倉院に収められている「人勝残欠雑張」には「正月七日のこのよき日、慶びを新にし、泰平が万年続き、寿命は千春を保つことができますように」とする十六文字が記されており、新年の挨拶を伴った年賀状のルーツといえる。
平安時代に入ると貴族間で年始の挨拶を文で取り交わすようになったと見られ、当時の書簡、文例を集積した最古の例と言われている藤原明衡が残した『明衡往来』にも年始の挨拶文例を確認することができる。室町時代に『庭訓往来』が登場し、寺子屋などで読み書きを教えられるようになると識字率の向上が見られるようになった。これに伴って江戸時代には武家社会において文書による年始挨拶が一般化したほか、非武家社会においても口頭の代用として簡易書簡を用いることが年始挨拶に限らず一般的になり、公的郵便手段である飛脚や使用人を使った私的手段により年始挨拶の文書が運ばれるようになった。1740年の『書札重宝記』には年始書状のための語彙として「改年、新春、新暦、初春、陽春、祝賀、御慶」などの用語が紹介されている。江戸中期以降は大小暦が大いに流行し、年頭には機知に富んだ摺物の交換が積極的に行われた。

### 明治時代
明治維新後になると逓信省の前身として駅逓司が設置され、1870年10月には新年賀詞を示す太政官令が発布された。1871年には郵便制度が確立し、1873年に二つ折りの郵便はがきが発行され、1875年には単面の官製はがきなどが見られるようになった。これにより年始のあいさつを簡潔に安価で書き送れるということで、葉書で年賀状を送る習慣が急速に広まっていった。1887年頃になると年賀状を出すことが国民の間に年末年始の行事の1つとして定着し、その結果、年末年始にかけて郵便局には多くの人々が出した年賀状が集中し郵便取扱量が何十倍にもなってしまった。
郵便事業に携わる人の数は限られているため、膨大な年賀状のために郵便物全体の処理が遅れ、それが年賀状以外の郵便物にも影響し通常より到着が遅れることがしばしば発生していた。しかも年末は商売上の締めの時期にも当たり、郵便の遅延が経済的障害ともなりかねない状況となっていた。その対策として1890年に1月1日からの3日間、年始の集配回数を減らす対応が取られた。それでも、さらに増え続ける年賀状にその対応だけではとても追いついていけなかった。また当時、郵便物は受付局と配達局で2つの消印が押されていた。そこで受付局か配達局の「1月1日」の消印を押してもらうため多くの人がそこを狙って年賀状を出すようになり、12月26から28日あたりと1月1日当日の郵便物が集中するようになった。そこで1899年、その対策として指定された郵便局での年賀郵便の特別取扱が始まった。年末の一定時期、具体的には12月20日から30日の間に指定された郵便局に持ち込めば、「1月1日」の消印で元日以降に配達するという仕組みになっていた。翌1900年には（必要に応じてではあるが）全国の郵便局で実施、私製はがきの使用も認められ、1905年に完全に全国の郵便局で実施されるようになった。この頃の年賀はがきの概数は1億1000万通前後であったが、郵便ポスト投函が可能となった1907年には4億通を突破し、「年賀状ブーム」とも呼べる時代が到来した。

### 大正・戦前の昭和時代

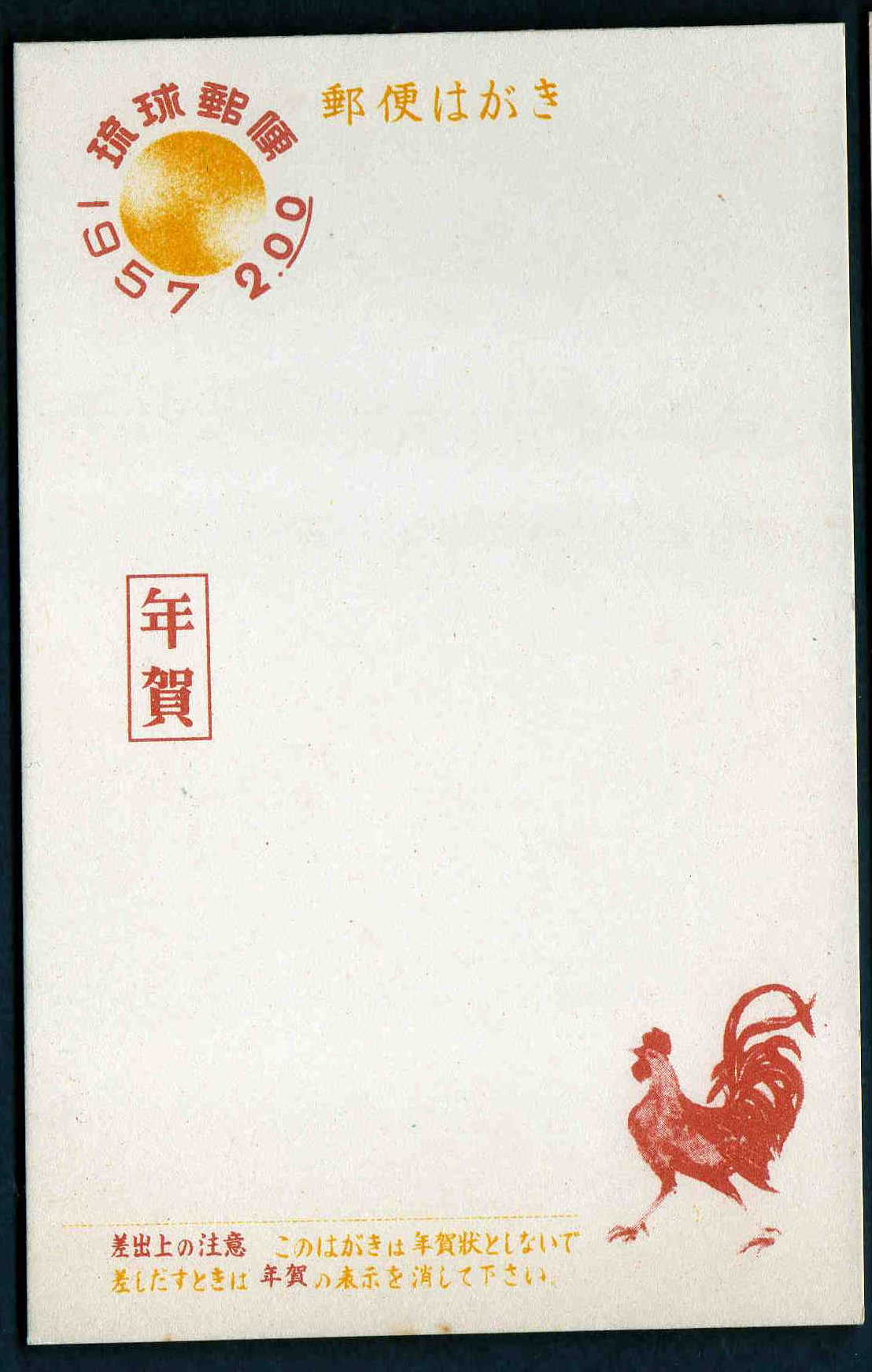
琉球郵政庁が発行した1957年2ドル年賀はがき

関東大震災（1923年）や大正天皇崩御（1926年12月25日）の年は、その年（翌年配達分）の特別取扱が中止された。明治天皇と昭和天皇崩御の年は実施されている。
年々取扱量が増えていくと共に私製はがきの取扱量も増えていったため、1935年（昭和10年）に私製はがきの貼付用として年賀切手の発行が始まった。しかし、時勢の悪化により1938年（昭和13年）に年賀切手の発行が中止。
さらに物資の節約のため1941年（昭和16年）の年賀状から特別取り扱いが廃止（廃止決定は同年11月6日）。この年の東京中央郵便局が集配した年賀状は1/3に減少した。

### 戦後の昭和時代
終戦後の1948年（昭和23年）12月15日、特別取扱と年賀切手の発行が再開された。この年から年賀切手の図柄が干支にちなんだ郷土玩具のものになる。1949年（昭和24年）、お年玉付郵便はがき（年賀はがき）が初めて発行され（官製はがきとしては初めての年賀はがき）、大きな話題を呼び大ヒットした。そしてこれを機に年賀状の取扱量は急激に伸びていった。1955年（昭和30年）には、アメリカ合衆国による沖縄統治に置かれた沖縄諸島でも琉球郵政庁により年賀はがきが発行され、1956年には年賀切手も発行されている。
お年玉付郵便はがきは当初、寄付金付きの葉書にくじが付いていたが1956年に寄付金なしの葉書もくじが付くようになった。1961年（昭和36年）から年賀はがきの消印が省略され額面表示の下に消印に模した丸表示を印刷するようになり、1968年（昭和43年）には郵便番号導入により郵便番号枠が追加された。
1970年代になるとプリントゴッコの登場と相まってで年賀はがきに絵や文字を印刷する年賀状印刷が盛んになり、1982年（昭和57年）から寄付金付きの年賀はがきにの裏面に絵や賀詞が印刷されるようになった。1989年（平成元年）からはくじ付きの年賀切手も発売されるようになった。

### 平成・令和時代

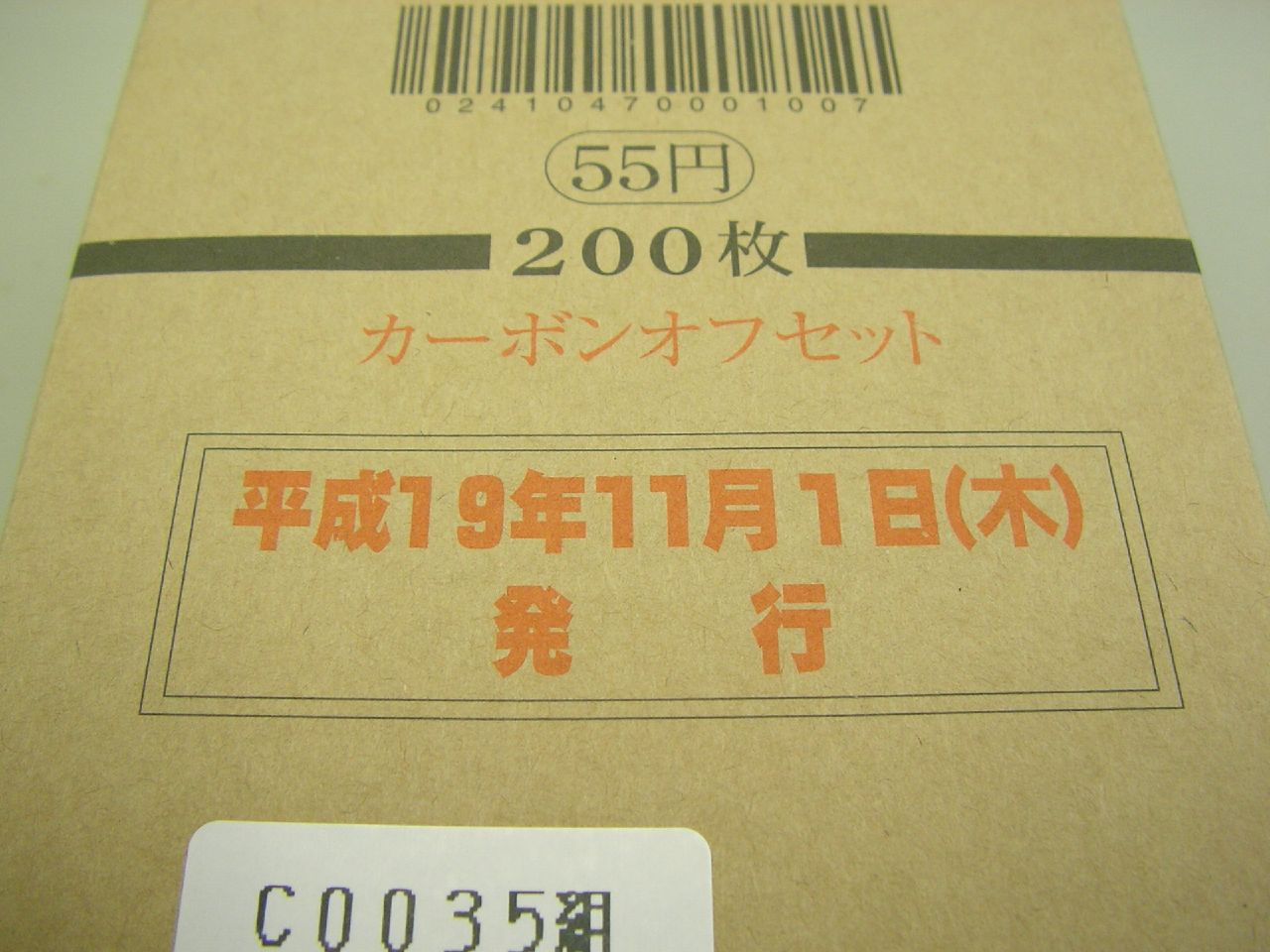
2007年カーボンオフセット年賀状の200枚包装紙

イラストやデジタルカメラで撮った写真などを家庭のパソコンとプリンターで作成・印刷するスタイルが定着し、手間が減った。2005年からは光沢感がありインクジェットプリンターの印刷に適したインクジェット写真用年賀はがきが発行されるようになった。
一方で2000年代からはインターネットの普及が拡大。インターネットと紙を融合した「ネットで届く年賀状」などのサービスも登場したが、年賀状用紙やプリンターが高額、書いたり投函するのが面倒、交流がある人でも自宅住所が不明であるなどの理由で、年賀状を出さずに電子メールなどの紙以外のオンラインの手段で済ませる人が増加。携帯電話を使った「あけおめメール」による通信混乱は2000年代の正月の風物詩となった。
2008年には、郵政民営化を機に「カーボンオフセット年賀はがき」や「ディズニーキャラクター年賀はがき」などの新商品が出た。
2017年6月1日に郵便料金が値上げされ、通常はがきも52円から62円とされたが、2018年用に限り年賀はがき（1月7日までに年賀状扱いとする場合）は旧料金のまま（52円）とした。年賀はがきの発行枚数の減少を食い止める効果を期待しての値段据え置きであったが、結果として総発行枚数は前年比より5.6%減少したほか、1月8日以降に差し出す場合は差額として10円分の切手を貼り足す必要があったことから、利用者からはわかりづらいと不評の声もあった。この取扱いは1年限りで終了し、翌年から通常はがきと年賀はがきは同一の料金となった。
2010年代になるとスマートフォン、ソーシャル・ネットワーキング・サービス（SNS）、インスタントメッセンジャー等が普及し、新年の挨拶をオンラインで済ませる人がさらに増えた。LINEが運営する「LINEリサーチ」の2019年のインターネット調査（約59万人対象、複数回答）によると、「葉書を送る」と回答した人は60代以上で71.7%だが、20代は26%であった。一方「SNSで送信する」が30代から60代以上でいずれも60%に達し、20代では72%に上った。IT企業のTB（名古屋市東区）は2017年から、高齢を理由に、今年限りで年始の挨拶をやめること（年賀状じまい）を伝える例文をサイト上で提供している。
また高齢者の増加の他、郵便料金の値上げ、特に2024年10月1日以後は、消費税増税に伴う転嫁分を除けば実質1994年以来30年ぶりの大幅値上げで1枚85円となったこともあり、年賀状終いをする世帯が急激に増え、アスカネットの調べでは、2024年に年賀状を出さなかった人は58.2%に及び、そのうち20代が72.5%、30代でも65.8%が年賀状を出さなかったとする統計がでている。また「年賀状はフタバ」の調べでは、全体の6割が3年以内に年賀状終いをしており、そのさらに半数の3割強が2023年度で終わりにしたという人である。企業においても、葉書をやめて、SNSなどを利用した「ペーパーレス」に移行したところも多いとされる。

## 年賀状の構成
一般に「あけましておめでとうございます」・「謹賀新年」等の賀詞、「旧年中はお世話になりました。本年も宜しくお願い致します。」などの添え文、「○○年元旦」など日付から構成される。これに加えて、新年にふさわしいイラストや、差出人の近況を知らせる写真などが入ることが多い。

## 年賀状の種類

### 形状

#### 郵便葉書
下記のお年玉付郵便はがきや通常の官製はがき、私製はがきに切手を貼り「年賀」と朱書きをして送る。年賀郵便切手も販売されている。

##### お年玉付郵便はがき
1949年にお年玉付郵便はがきが初めて発行された。お年玉くじについては、毎年1月に抽せんが行われている。

#### 電子年賀状・年賀メール
年賀状は葉書に書いて出すのが基本であるが、写真素材をそのまま電子メールとして送ったり特定のwebページのURLを送ったりする方法で年賀状を出す事もある。
この方法は電子化されたデータとの相性が良い上、より手軽に年賀状を送ることができるため利用が増えていったが、一方で1月1日0時を迎えた瞬間に多くの人が大量の電子メールを送受信するため、通信網に輻輳が起きサーバに多大な負荷をかけるという一面もある。
2000年代までのモバイル回線では携帯電話による年賀メール（あけおめメール）や、新年のあいさつ通話である「おめでとうコール」に耐えられず輻輳が社会問題になり、2000年代から2010年代初めにかけては、携帯電話事業者では大晦日から元日にかけての通信や通話に通信制限を設ける、0時直後の年賀メールの自粛を呼びかける等の措置を行っていた。なお、この規制は携帯電話のネットワークに限られており、一般回線のインターネットにまで及ぶことはなかった。
これらは2010年代に通信網の大容量化により解消され、2018年を最後に自粛要請は無くなった。またSNSの普及で電子メールや電話からSNSへの移行も起きている。

### 作成方法別

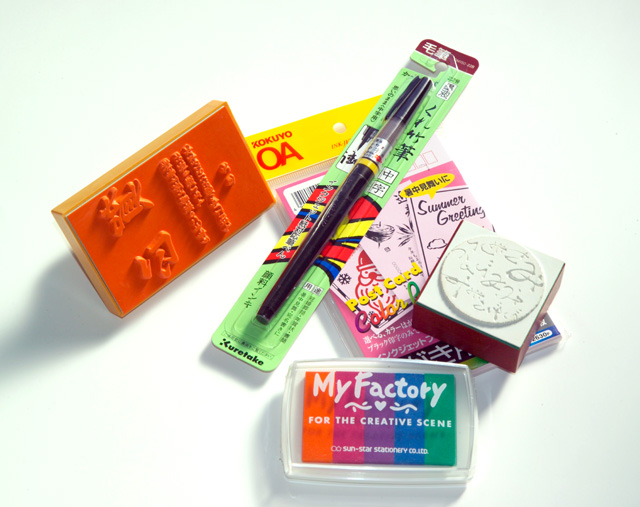
様々な画材

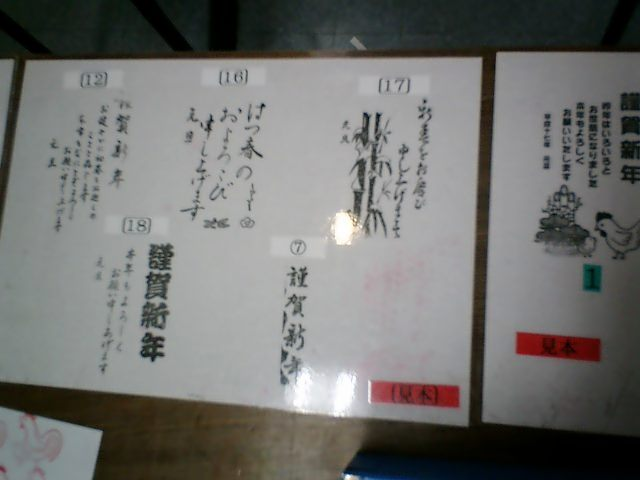
年賀用ゴム印版の見本

年賀状の作成方法としては、以下の方法がある。

#### 手作り
- 手書き
- 色々な図形・模様・文字が書かれた自作・市販品のゴム判などを使う。
- 郵便局などに設置されたゴム判の「謹賀新年（きんがしんねん）」などの文字判子を押して使う。
- サツマイモ・ジャガイモ・木片などを彫刻刀で削った物を用いたイモ判・木判を使う。
- 木版画で作成する。簡易印刷機が登場する前は、一般的な方法であったため、葉書サイズ用の木版画用の木があった。
- みかんなど、柑橘類のしぼり汁を用いたあぶり出しの技法を使う。

#### 印刷年賀状・印刷済み年賀状
年賀状には、あらかじめ印刷してある年賀はがきを利用する場合がある。年賀状カタログより図柄を選んで業者に注文し、差出人名・社名などを追加で印刷してもらう場合と、あらかじめ図柄・文字のみが印刷してある年賀状を購入し、手書き又はプリンターで残りの内容を加える場合がある。

#### 業者注文による写真付年賀状
家族・ペット等の近況を知らせることができる、写真を掲載する年賀状である。写真を専用の印画紙に焼き付けて、専用糊で年賀状に貼り合わせる方式が使われる。
写真店やコンビニエンスストアなどの取扱店の店頭で注文する方法と、インターネットの注文サイトで注文する方法などがある。写真店での注文方法も、カタログ・広告紙による注文方式に加えて、店頭端末機と言われる注文ソフトを利用してデジタルカメラ・携帯電話の写真画像から直接で注文する方式もある。一部の写真店では、葉書貼り機を用いて店内で作製しているケースもあるが、多くはフィルムメーカー系の現像所で集中的に製造される。
印画紙と糊の分だけ通常の年賀状よりも重量が増えるため、基本郵便料金に収めるために、四辺をカットしている。また、表面は、印画紙なので余白に手書きで書き添える場合は、油性ペンが必要。ただし、一部の現像所では、ライタブルペーパーを使用しているデザインがあり、油性ペンでなくても書き込みができる年賀状もある。

#### 簡易印刷機による作成、裏面のみ
パソコン印刷の普及以前には、家庭用の小型簡易印刷機による年賀状の作成が広く行なわれた。簡易印刷機の代表的な製品に理想科学工業のプリントゴッコがあったが、2008年販売終了。

#### パソコンによる作成
パソコン作成の場合、宛先や7桁の郵便番号などのデータ管理が簡単にできるはがき作成ソフトウェアを使うことが多い。日本郵便は「はがきデザインキット」というソフトを無料で提供している。そのほか、有料のパッケージソフトウェアとして、「筆まめ」「筆王」「筆ぐるめ」「宛名職人」などが市販されている。これらのソフトウェアは年賀状に限らず、暑中見舞い・寒中見舞い・結婚や出産・引越しの通知などにも利用できるよう考慮されている。
またこれらのソフトウェアで利用できる、イラストや写真画像などを有償・無償で提供するウェブサイトやDVD-ROM付きムックもある。
2000年用から官製のお年玉付年賀はがきにインクジェット紙が登場。これは、パソコンを用いてインクジェットプリンターで印刷する人が増えたためである。また、より高画質な写真印刷に対応ができるよう、2004年度は関東地域限定、2005年度から全国で光沢紙のお年玉付年賀はがきを発売。価格は10円高い。

#### 携帯電話による作成
2008年11月、郵政民営化に伴い、郵便事業株式会社とKDDIは、年賀状離れの進む若年層に向け、使い慣れた携帯電話を用いて年賀状を作って送れるサービス「ケータイPOST」を開始した。企画・運営は株式会社サミーネットワークスが行い、年賀状の印刷はマイアルバム株式会社が行っていた。2012年終了。

#### スマートフォンアプリによる作成
2010年頃から、AppleのiOSやGoogleのAndroidを搭載したスマートフォンが普及し始め、スマートフォン上で動作するアプリが台頭してきた。年賀状専用の編集アプリも、2010年頃からAppStoreやGoogleマーケットで公開され、スマートフォンで利用できるようになった。
多くの年賀状アプリは、スマートフォンで撮影した写真と、年賀状デザインテンプレートとの合成やスタンプなどの装飾、コメントなどの文字入力機能があり、アプリだけでも簡単にオリジナルな年賀状作成ができるようになっている。
作成した年賀状は自宅のプリンターで印刷できるものや、富士フイルムなどの現像所や印刷会社での出力ができるものがある。一部のアプリでは、編集した年賀状を、デザイン面の印刷だけでなく宛名印刷やポストへの投函まで依頼できるものもあり、スマートフォンだけで年賀状の準備が完了できる。
近年では、日本郵便が「はがきデザインキット」というアプリを、富士フイルムが「フジカラーの年賀状」というアプリを無償で公開している。また、日本郵便のLINE公式アカウント"ぽすくま"に、写真を送ることで年賀状を出力するサービスも提供されている。

#### その他
神奈川県・東京都を中心に焼売や各種弁当等を販売する食品メーカー崎陽軒が、毎年11月に「シウマイ年賀状」を発売している。

## 喪中欠礼
喪に服している人（1年以内に身内を亡くした人）からは年賀状を出さない風習があり、その場合に年内に「喪中であるので年賀のご挨拶を差し控える」旨の葉書を出すことがある。元々は明治・大正期に皇室の大喪に対し年賀欠礼を行っていた習慣が、昭和期に年賀状の普及に伴い、一般家庭の喪中でも年賀欠礼の挨拶状を出すように風習として定着し、現在に至っている。こうした喪中欠礼の挨拶状は、郵便はがきではなく私製はがきに切手（弔事用、花輪やアシの模様など）を貼って出すことが多かったが、最近ではパソコンや家庭用プリンターの普及により、郵便はがきを用いることも多い。また、一般的には印刷業者などに発注する場合も多い。
喪中の葉書を送ってきた人の家には年賀状を出さない方が良いとされているが、実際には年賀状を送っても失礼には当たらない。これは、喪中「欠礼」という言葉の示すとおり、「年賀の挨拶をお断りします」というよりは、「自分の家は今年は忌中なので年賀のあいさつができなくて申し訳ありません」という意味、すなわち年賀状は新年をめでたく迎えたことを祝うための手紙であり、前年に身内が亡くなった=めでたく新年を迎えられなかったからである。喪中の家に年賀状を出すのは失礼という人もおり、一般的には寒中見舞いの葉書を出すことがある。また、喪中の期間中に届いた年賀状に対しても、寒中見舞いとして返信することが一般的である。また、平成末期以降になると家族葬が一般化し、親しい間柄にも拘わらず故人の死を年末になって知るケースが増え、遅い香典を送るより贈答用線香などを送り、弔意を表す人も増加傾向にある。

## 日本郵便の配達体制

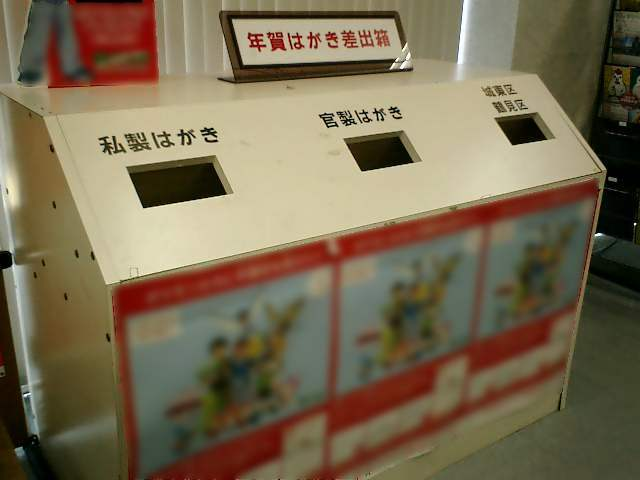
年賀葉書用の特設郵便ポスト（2004年・大阪城東郵便局で撮影）

日本郵便にとっては年賀状の通数が多い事と集中した期間に配達しなければならない（もちろん、一般の郵便物や小包などもある）ので、通常の人員だけでなく学生を中心としたアルバイトなども動員して年末年始の作業をする。
通常の時期は1つの配達区を1人の担当者が受け持っているが、12月にはこの担当者が通常の郵便物の配達順への整理業務を局内で行い、アルバイトが外勤の配達をこなす体制をとることがある。これは、家族の構成や商売上の屋号を熟知した本務者（正規職員）が配達順の整理をするほうが有利なためである。
2007年の郵政民営化以前は窓口担当（保険担当など）が臨時で仕分けを行うこともあったが、民営化当初、郵便局会社と郵便事業会社が分社化されていた時はそのような業務ができなくなった。なお、2012年に両社は合併し、日本郵便株式会社となった。
都市部の局など処理量が多く局舎内で作業ができない場合、年賀状の区分専門の仮設プレハブ局舎や会議室などを利用して12月下旬の区分作業だけを行う。
大晦日の昼頃には元日に配達する年賀状を準備し片づけを行い、年賀状臨時体制は終了し翌日の元日に備える。岡山市の最上稲荷近辺では年明けに参道が参拝客で混雑して配達できないため、1978年より1日繰り上げて大晦日（12月31日）に年賀状を配達している。
1973年から2004年までは、1月2日は年賀状配達は休みであったが、2005年より配達日となった。なお、2017年からは、再び1月2日の配達を休みとしている。
特に希望し、郵便局に申請を行えば年末年始の休暇前にその時点までに届いた年賀状を受け取ることも可能。逆に長期不在にする場合など、郵便ポストに入り切らない事が想定される場合は、不在届の申請を行うことにより配送を遅らせる事が可能である。

## 海外の類例
韓国、中国、台湾にも似た風習がある。欧米においても1900年前後には同様に新年を祝う絵はがきを交換することが行われていたが、現在ではクリスマス・カードやグリーティングカードで「クリスマスと新年の挨拶」を行うことが主であり、新年を祝う習慣としてはチェコやスロバキアに限られる。
- 大韓民国 - 毎年11月に郵政事業本部から年賀状（カードと葉書）が発売される。くじはついていない。グリーティングカード感覚なので、日本のように形式的に大量に送る習慣はない。
- 中華人民共和国 - 昔の上層士大夫の間で「名帖」（新年の挨拶を書いた簡単な手紙）を出す習俗があった。宋・周輝の「清波雑誌」に「宋元佑年間、新年賀節、往往使用傭仆持名刺代往」と書いている。当時、士大夫の交際が広く全部新年のあいさつをするということは不可能だったので、親友の以外は「梅花箋」という紙で裁った幅2寸、長さ3寸のカードに相手の名前、住所、めでたい言葉を書いて代わりに召使を新年のあいさつをしに行かせる。その名刺は現在の年賀状の起源とされている。現在中国の年賀状は春節（旧正月）向けで、日本の年賀状とそれほど変わりがなく、郵便局でも日本と同じ様なくじ年賀状を販売している。なお2010年代には電子メールで新年の挨拶を済ませる人が増えたため、葉書の年賀状を送る人は大幅に少なくなった[42]。
- キリスト教圏 - クリスマス・カード、グリーティングカードがある。ヨーロッパ、北アメリカ、南アメリカ諸国などでは、正月に年賀状を交換するのではなく、クリスマス前にクリスマス・カードを交わすことが一般的であり、その中で新年のお祝いも述べておく。通常12月25日から年末にかけては、1週間ほどのクリスマス休暇（休日）となり、新年はあくまで1月1日のみが休日で、翌2日より通常の経済活動・社会活動が再開されるためでもある。